# Oddworld
 (août 2015).
Si vous disposez d'ouvrages ou d'articles de référence ou si vous connaissez des sites web de qualité traitant du thème abordé ici, merci de compléter l'article en donnant les références utiles à sa vérifiabilité et en les liant à la section « Notes et références ».
Oddworld (en français : « monde étrange ») est le nom d'une pentalogie de jeux de plates-formes créée en 1994 par Oddworld Inhabitants et conçue par Lorne Lanning qui dit s'être donné pour but de faire des jeux plongeant dans un univers différent du nôtre mais que nous penserions bien connaître. En effet, il a décidé d'insérer les principaux codes de la société actuelle pour dépeindre l'univers d'Oddworld. Il y a également ajouté quelques éléments utopistes, notamment écologiques. Cette série est donc connue pour son engagement fort, ce que Lorne Lanning n'a jamais démenti.
La série s'est notamment démarquée autant par son univers graphique glauque mais très abouti, le concepteur étant un « vétéran » de l'animation et des effets spéciaux, que par l'humour, le scénario ou le concept même du jeu. Oddworld Inhabitants a créé un moteur de jeu, révolutionnaire à l'époque de la sortie du premier, baptisé A.L.I.V.E. (Aware Lifeforms In Virtual Entertainment).
Depuis octobre 2004, 4,2 millions de jeux de la série ont été vendus dans le monde. En 2014, Marcus la qualifie de « culte ».

## Univers

### Contexte
L'univers d'Oddworld, et en particulier le continent Mudos, est en proie à un affrontement singulier entre deux « civilisations ». D'une part, les Mudokons, les Gabbits et d'autres créatures forment des civilisations non technologiquement développées, vénérant la nature par le biais d'animaux totems (notamment scrabs et paramites, pourtant de dangereux prédateurs) qui souhaitent vivre selon les traditions ancestrales, dans le respect, voire l'adoration, de toutes les formes de vie. L'autre civilisation est constituée par les industriels, à savoir les Glukkons, les Vykkers, et leurs affiliés respectifs, notamment sligs, qui cherchent à exploiter au maximum la planète dans les règles de l'industrie, du capitalisme sauvage et de la concurrence.
La monnaie d'Oddworld est le Moolah, dont le symbole ressemble à celui du dollar (‹ $ ›) renversé sur la gauche à trois barres verticales. On ne sait pas qui sont les clients des Glukkons.
Les industriels forment une organisation tentaculaire connue sous le nom de « Cartel de Magog » et disposent de centaines d'exploitations un peu partout sur Oddworld. Les Glukkons forment la caste dirigeante de cette civilisation. Ce sont des hommes d'affaires impitoyables, motivés uniquement par le profit, totalement parasitaires puisqu'ils sont physiologiquement incapables d'effectuer le moindre travail manuel. Les Vykkers dirigent un important consortium industriel pharmaceutique, mais leur anatomie ne leur permet pas de faire de la manutention. Ces deux races sont épaulées par d'autres, notamment les sligs, vers à deux bras à la gâchette facile et particulièrement stupides, dont la seule qualité est de maltraiter les esclaves et de dresser les slogs, animaux bipèdes agressifs servant de chiens de garde. Les ouvriers des usines du cartel sont en fait des esclaves, Mudokons pour la plupart.
Les Mudokons, respectueux de la nature et de toute forme de vie, sont colonisés et réduits en esclavage par les industriels. Ils ont néanmoins les moyens d'attaquer le cartel, voire de lui infliger des coups sévères, notamment par leur maitrise de la méditation et du contrôle mental.

### Géographie

#### Lieux deL'Odyssée d'Abe
- RuptureFarms : la plus vaste usine de production de viande d'Oddworld. Elle fut dirigée par Molluck et employait 100 Mudokons, dont Abe, avant sa fermeture par ce dernier.
- Enclos à bestiaux : sorte de no man's land entourant RuptureFarms et foisonnant de pièges. Cet endroit se caractérise par de magnifiques cieux, emplis d'étoiles, de planètes et de comètes.
- Lignes de Monsaic : repaire des Mudokons libres de Mudos. Une fois libérés par Abe, ceux-ci renouent avec la Nature, en faisant des incantations.
- Scrabania : vaste désert au ciel rougeoyant, abritant de nombreuses formes de vie, ainsi qu'un Temple Mudokon dédié aux Scrabs qui ont échappé au Cartel de Magog.
- Paramonia : vaste forêt abritant de nombreux Paramites, ainsi qu'un temple Mudokon dédié à ces créatures.

#### Lieux deL'Exode d'Abe
- Mines de Necrum : vaste mine d'extraction d'ossements appartenant au Cartel de Magog.
- Necrum : nécropole Mudokon où leurs ossements sont enterrés depuis des millénaires.
- Caveaux Mudanchee : caveaux de la tribu Mudokon des Mudanchee, guerriers vénérant les Scrabs.
- Caveaux Mudomo : caveaux de la tribu Mudokon des Mudomo, bâtisseurs vénérant les Paramites.
- Gare de FeeCo : grand axe de communication du Cartel de Magog.
- Baraquements Sligs : caserne gigantesque où est entrainé le contingent de Sligs au service des Glukkons.
- Bonewerkz : usine spécialisée dans la production de poudre à partir des os extraits de Necrum.
- Brasserie SoulStorm : titanesque usine de production de la bière SoulStorm à partir d'os et de larmes de Mudokons.

#### Lieux deL'Odyssée de Munch
- Laboratoires Vykkers : vaste soucoupe volante où les Vykkers se livrent à leurs nombreuses expériences pharmaceutiques.
- Splinterz : usine de cure-dents du Cartel de Magog.
- Magog Motors : usine de montage des véhicules industriels.
- Sloghuts : chenil géant où sont dressés les Slogs utilisés par les industriels.
- Flub Fuels : raffinerie du Cartel de Magog produisant de l'essence.

#### Lieux deLa Fureur de l'Étranger
- Gizzard Gulch : région désertique où se trouve une ville des Clakkerz.
- Buzzarton : poste avancé Clakkerz, souvent sur le chemin des tourbillons de sable. Un vaste réseau d'égouts y a été construit pour pouvoir continuer à avancer malgré les tempêtes.
- New Yolk City : capitale des Clakkerz, dont les bas-fonds sont envahis par le marché noir.
- Rivière Mongo : rivière alimentant la Vallée de la Rivière Mongo.
- Dusky Hollow : vestiges de la civilisation Grubb.
- Docks de Wolvark : docks de la Compagnie Sekto, gardés par les Wolvarks.
- Last Legs : capitale des Grubbs.
- Sekto Springs Dam : quartier général de la Compagnie Sekto, aux airs de forteresse.

## Concept de jeu

### Moteur A.L.I.V.E.
Ce moteur concerne en particulier l'intelligence artificielle des créatures de Oddworld. Il régit une série d'interactions possibles entre chaque créature et une autre, permettant d'aller au-delà du simple rapport d'alliance ou de belligérance. Ce moteur fonctionne en parallèle avec un autre système, baptisé Gamespeak par Oddworld Inhabitants, créant une palette de répliques destinées à provoquer une réaction de la part des créatures qui l'entendent.

### Gamespeak
Le Gamespeak est un système qui s'associe au moteur A.L.I.V.E. dans le cadre des interactions entre les créatures. Il consiste en une palette de répliques pour chaque créature que le joueur est capable de contrôler. Chaque réplique possède un sens et une utilité définie. Ainsi, Abe, pour obtenir d'un Mudokon qu'il le suive, devra utiliser la commande Gamespeak permettant de dire « Salut ! » puis devra ensuite dire « Suis-moi ! ». Ces commandes permettent également des interactions avec les créatures étrangères. Ainsi, lorsqu'Abe dit un mot en étant dans le même écran qu'un Slig, ce dernier dira « Quoi ? », se demandant d'où vient le bruit qu'il vient d'entendre. Sa réaction diffèrera selon sa position par rapport à Abe. De même, un Slig peut donner des ordres à un Slog, comme « Par ici ! » pour lui demander de le rejoindre ou « Attrape-le ! » pour lui ordonner d'attaquer un ennemi. De la même façon, un Glukkon pourra faire obéir un Slig avec des répliques telles que « Au pied ! ».
Les créatures disposant du Gamespeak sont :
- Abe (9 puis 6 répliques selon le jeu)
- Munch (5 répliques)
- les Sligs (8 répliques)
- les Glukkons (8 répliques)
- les Paramites (6 répliques)
- les Scrabs (2 répliques)

## Jeux de la série

### Jeux originaux
- Oddworld : L'Odyssée d'Abe (1997 - PlayStation, PC)
- Oddworld : L'Exode d'Abe (1998 - PlayStation, PC)
- Oddworld : L'Odyssée de Munch (2001 - Xbox, PC)
- Oddworld : La Fureur de l'étranger (2005 - Xbox, PC)

### Versions portables
- Oddworld Adventures (1998 - Game Boy)
- Oddworld Adventures 2 (2000 - Game Boy Color)
- Oddworld : L'Odyssée de Munch (2003 - Game Boy Advance)

### Remakes/ nouvelles versions
- Oddworld: Stranger's Wrath HD (2010 - PC, 2011 - PlayStation 3, 2012 - PlayStation Vita, 2020 - Nintendo Switch)
- Oddworld: Munch's Oddysee HD (2010 - PC, 2012 - PlayStation 3, 2014 - PlayStation Vita, 2020 - Nintendo Switch)
- Oddworld: Abe's Oddysee – New 'n' Tasty! (2014 - PlayStation 4[3], 2015 - PlayStation 3, Xbox One, PC, 2016 - PlayStation Vita, Wii U, 2020 - Nintendo Switch)
- Oddworld: Soulstorm (2021 - PC, PS4 & 5, Xbox One & Series, 2022 - Switch)

### Projets abandonnés
- Oddworld: SligStorm
- Oddworld: The Hand of Odd
- Oddworld: Munch's Exoddus
- Oddworld: Squeek's Oddysee